# روبرت هنتر (سياسي)
روبرت هنتر هو مؤلف وصحفي وعالم بيئة وسياسي كندي، ولد في 13 أكتوبر 1941 في كندا، وتوفي في 2 مايو 2005 في نفس البلد.

## روابط خارجية
- روبرت هنتر على موقع IMDb (الإنجليزية)
- روبرت هنتر على موقع قاعدة بيانات الفيلم (الإنجليزية)